# Instituto Chileno de Campos de Hielo
El Instituto Chileno de Campos de Hielo (ICCH) es una corporación privada sin fines de lucro chilena que realiza y difunde actividades de investigación científica, exploración, turismo de intereses especiales, deportes de montaña y la construcción de infraestructura habilitante en la tarea de valorizar la extensa región de Campo de Hielo Patagónico Sur en su parte chilena, ubicada en la región de Aysén y Magallanes y Antártica Chilena en la Patagonia.
Para la realización de sus actividades, el Instituto tiene vigente un convenio marco con la CONAF, administradora del sistema de Parque Nacionales.
Asimismo, el Instituto apoya también la formación de profesionales en distintas disciplinas relacionadas con las áreas de las ciencias de la tierra, ciencias biológicas y turismo, para los cual mantiene acuerdos con diversas universidades nacionales.

## Historia
El ICCH fue creado por Decreto Supremo del Ministerio de Justicia N° 431 de 30 de abril de 1998.

## Refugios

### Refugios construidos

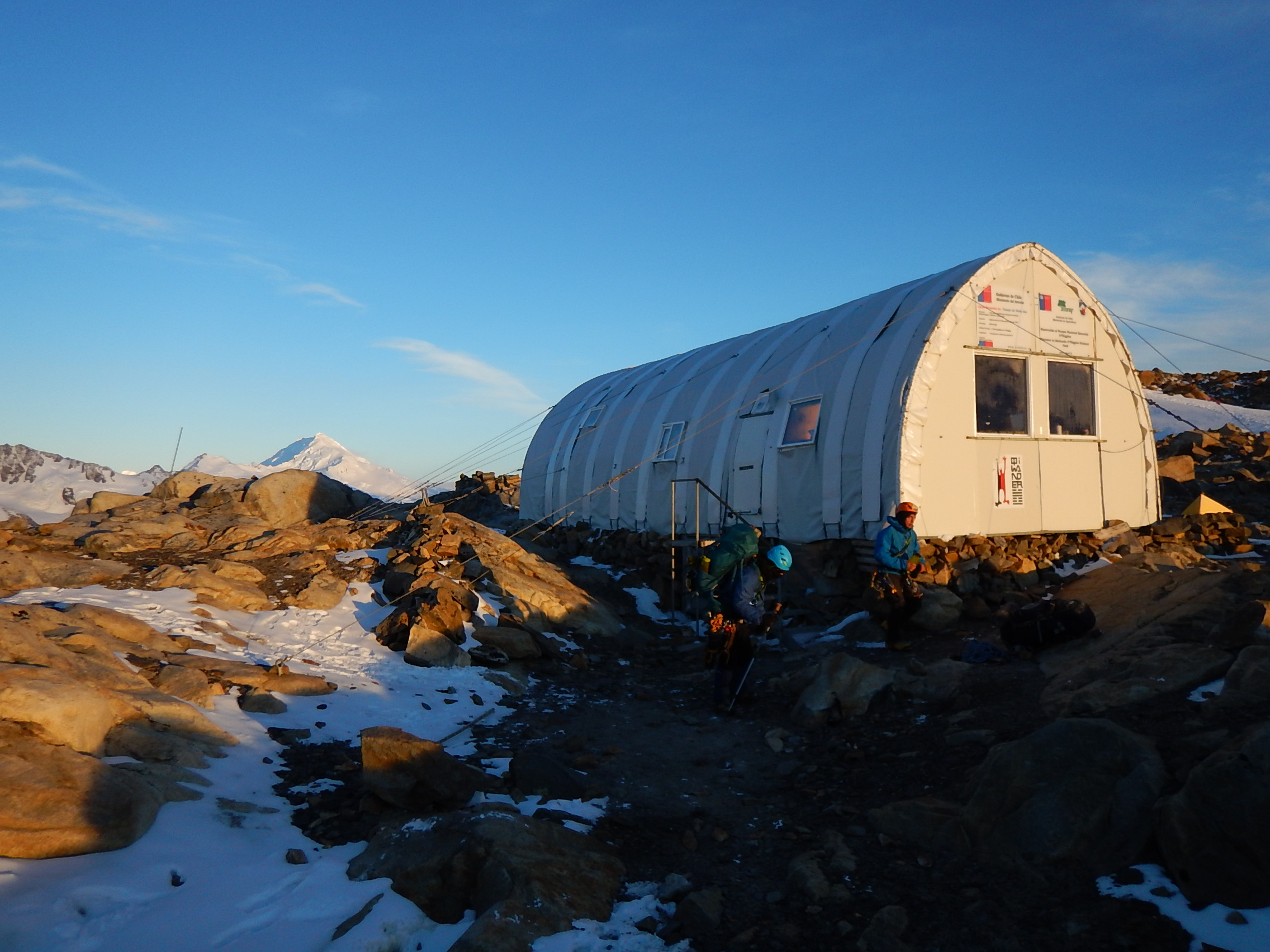
Refugio Eduardo García Soto en el campo de hielo patagónico sur.

- Eduardo García Soto: Fue instalado en 2004 se ubica en la cara Este del Monte Fitz Roy en el nunatak sur del cerro Gorra Blanca, junto Paso Marconi.[3][4][5][6][7][8][9] Nombrado en honor a montañista y académico chileno Eduardo García Soto, fallecido en 1999 en la Antártica.[10]

### Refugios planificados
- Exmauth: Se planea su construcción en la Meseta del Comandante, Glaciar Trinidad, al que se accede desde el Fiordo Exmouth en el área de Puerto Edén.
- Glaciar Montt: Se planea su construcción en las cercanías del Glaciar Jorge Montt.

## Programa
Programa Matriz Cono Sur: Efectuado en el Tercio Norte del Campo de Hielo Patagónico Sur, consiste en la creación de una serie de Sedes institucionales campamentos de avanzada y refugios de hielo en la zona señalada, facilitando así el acceso a esta misma.
Como parte del programa se han construido 3 sedes institucionales en Caleta Tortel, 2 campamentos de avanzada en las cercanías del glaciar Jorge Montt y 1 refugio en las cercanías del cerro Gorra Blanca.